# 王佳丽
王佳丽（1986年2月1日—）籍贯河北，中国长跑运动员，尤擅马拉松赛跑。她赢得郑州和北京的马拉松比赛，也在亚洲田径锦标赛上赢得铜牌。
她第一次参加马拉松是在2007年北京国际马拉松，但未能跻身前十。她以2:26:34的个人最好成绩于2008年3月赢得郑州-开封国际马拉松，并成为当年第五快的中国女子。她的下一次马拉松亮相在4月为即将到来的2008年奥运会马拉松而举办的“好运北京”测试赛，尽管在比赛的大部分阶段她是领先者之一，却退赛未能完赛。10月，她参加北京马拉松，在同胞白雪主导比赛的情况下赢得第七名。
在2009年厦门国际马拉松上，王佳丽夺得第三，与队友陈荣和张莹莹包揽奖牌。在大连国际马拉松上她在女子赛上落后于朱莹莹，得亚军。因为这些表现，她被选为2009年世界田径锦标赛上中国马拉松队的候补队员，但最终未能参赛。11月，她参加2009年亚洲田径锦标赛，在主场举行的10,000米赛跑上夺得铜牌，仅次于白雪和卡维塔·劳特。
她参加了名古屋国际女子马拉松但表现不佳，历时2小时40分钟多才以第十二名完赛。次月，她在大连马拉松取得第四名。虽然当季起步不佳，但她在10月的北京马拉松上大获全胜，以2:29:31的个人次好成绩领先陈荣，夺得冠军。她也是厦门马拉松的第一个本土选手，夺得第三名。
因违反禁用兴奋剂规定，她被禁赛2年，罚款2万。禁赛期从2013年12月开始。2018年1月10日，在第二次未能通过药检后，王佳丽面临8年禁赛。

## 外部連結
- 王佳丽在的頁面